# Ischnotoma (Icriomastax) nudicornis
Ischnotoma (Icriomastax) nudicornis is een tweevleugelige uit de familie langpootmuggen (Tipulidae). De soort komt voor in het Neotropisch gebied.